# Agrotis correcta
Agrotis correcta är en fjärilsart som beskrevs av Walker 1856. Agrotis correcta ingår i släktet Agrotis och familjen nattflyn. Inga underarter finns listade i Catalogue of Life.